# 愛的迷你奇蹟
《愛的迷你奇蹟》（英語：Tiptoes）是一部2003年美国喜剧剧情片，由马修·布莱特编剧和导演。该片由加里·奧德曼、凱特·貝琴薩、帕特里夏·阿奎特和马修·麦康纳主演。影片的情节围绕着一个身材矮小的男人（马修·麦康纳饰）展开，他担心他们未出生的孩子可能患有侏儒症，因此努力向怀孕的未婚妻（凱特·貝琴薩饰）透露自己全家都是小人的事实。该片因启用非侏儒演员加里·奥德曼饰演侏儒而引起争议。奥德曼还比麦康纳大11岁，尽管他在影片中饰演的是麦康纳的孪生兄弟。